# نهر تاوي
نهر تاوي هو نهر يتدفق عبر مدينة جامو في إقليم جامو وكشمير الهندي. تاوي هو رافد رئيسي على الضفة اليسرى لنهر تشيناب. يعتبر نهر تاوي مقدسًا، كما هو الحال في معظم أنهار الهند.
- مصدر تاوي هو نبع كايلاش كوند في تلال سوج في بدرواه .
- بعد التدفق عبر تشيناي وأودهامبور ، يمر تاوي عبر جامو وينضم إلى تشيناب في رانبير سينغ بورا ثم يدخل باكستان.
- مشروع شيناني للطاقة الكهرومائية الذي تم تشييده على نهر تاوي لديه القدرة على توليد 23 ميغاواط من الطاقة.

## أصله من نهر كايلاش كوند الجليدي

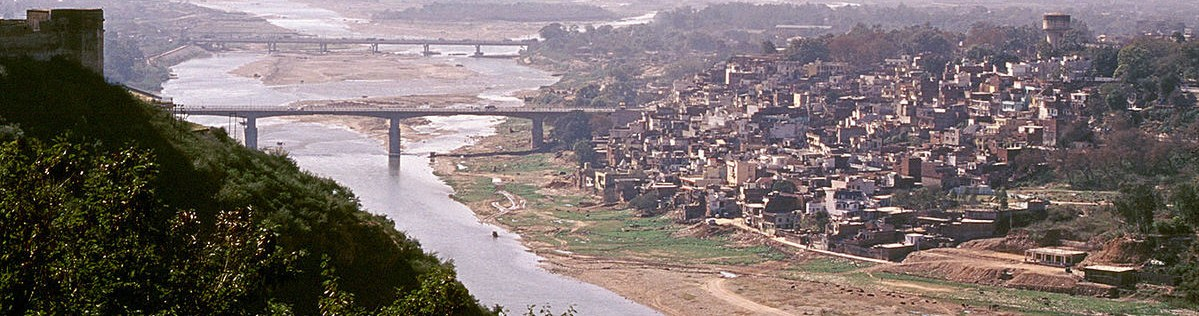
نهر تاوي ، جامو

ينبع نهر تاوي من نهر كايلاش كوند الجليدي في منطقة بدرواه دودا، ثم يتدفق عبر مروج سيوج دار في منطقة دودا. يتم تحديد مستجمعات المياه من خلال خط العرض 32 ° 35'-33 ° 5'شمالاً وخط الطول 74 ° 35'-75 ° 45'شرقاً. تبلغ مساحة مستجمعات المياه للنهر حتى الحدود الهندية (جامو) 2168 كيلومتر مربع ويقع في مناطق جامو وأودهامبور وجزء صغير من دودا . يتراوح الارتفاع في مستجمعات المياه بين 400 و 4000 متر.
انخفض معدل تدفق المياه في النهر في السنوات الأخيرة مع تراجع المصدر الجليدي (كايلاش كوند).[بحاجة لمصدر]

## الأهمية الدينية
يعتقد الهندوس في مدينة جامو أن النهر تم إحضاره إلى جامو من قبل "رجا بيهار ديفتا" لعلاج والده وتم منحه عرش مدينة جامو وتم إعلانه باسم "رجا" ، أي ملك جامو ببركات "شري ماتا كالي جي (باوي والي ماتا)". يقوم معظم الهندوس في مدينة جامو حاليًا بأداء حفل "موندان" لأطفالهم في ديف ستان من "بيهار ديفتا جي".

## التقاء تشيناب
يبلغ طول نهر تاوي حوالي 141 كـم (88 ميل). يتدفق النهر بشكل عام عبر التلال شديدة الانحدار على كلا الجانبين باستثناء الامتداد السفلي لحوالي 35 كـم (22 ميل). يبلغ عرض النهر حوالي 300 م (980 قدم) عند الجسر في مدينة جامو. يبلغ ارتفاع جسر جوجار ناجار 90 مترًا.
بعد عبور مدينة جامو، يعبر النهر إلى بنجاب الباكستانية وينضم إلى نهر تشيناب. تاوي هو رافد رئيسي على الضفة اليسرى لنهر تشيناب.

## المرور عبر مدينة جامو
نهر تاوي يعبر مدينة جامو في مكانين. تقع بلدة جامو القديمة على التل المطل على نهر تاوي. وتقع البلدة الجديدة عبر النهر. نهر تاوي مصدر رئيسي لمياه الشرب للمدينة القديمة. مياه الصرف الصحي غير المعالجة في جامو تلوث نهر تاوي أثناء مروره عبر المدينة.[بحاجة لمصدر]
تم بناء خمسة جسور على نهر تاوي في مدينة جامو: الأول يضم بلدة سيدرا التابعة مع لجامو. يضم الجسر الثاني جومات إلى فيكرام تشوك والثالث يربط جوجار ناجار بمنطقة قلعة باهو. الجسر الرابع يضم بهاجواتي ناجار مع جانديناغار. تم بناء جسر خامس بالقرب من ساتواري على طريق فاليان ماندال.

## مشروع بحيرة صناعية
تقوم حكومة جامو وكشمير ببناء بحيرة اصطناعية على نهر تاوي في بهاجواتي ناجار في جامو لتعزيز السياحة وتزويد المناطق الجافة في المدينة بالمياه. زار فريق من المسؤولين الباكستانيين الموقع ودرسوا تفاصيل المشروع الذي سيساعد على تهدئة أي مخاوف بشأن انتهاك أحكام معاهدة مياه السند 

## أنظر أيضا
- نهر منور تاوي